# Emilio Muñoz Sandoval
Emilio Muñoz Sandoval (20 de febrero de 1958- 6 de marzo de 2025) fue un físico e investigador mexicano, reconocido por sus aportaciones al campo de la nanotecnología, como la investigación de las propiedades físicas de los materiales magnéticos nanoestructurados. Estuvo adscrito a la División de Materiales Avanzados (DMA) del Instituto Potosino de Investigación Científica y Tecnológica, en donde llevó a cabo investigación básica y aplicada en el área de propiedades magnéticas de nuevos materiales nanoestructurados. Es miembro del Sistema Nacional de Investigadores (SNI) nivel 3 desde 2020.

## Estudios y docencia
Realizó sus estudios de licenciatura en la escuela de Ciencias Físico Matemáticas de la Benemérita Universidad Autónoma de Puebla (Licenciatura en Física, 1988 con la tesis Propiedades ópticas de defectos en cristales mixtos). Posteriormente realizó estudios de Maestría en Física (Centro de Investigación en Física, Universidad de Sonora, 1991), con el trabajo de investigación Estudios de centros F y FA (I) en cristales halogenuros alcalinos mixtos. Obtuvo el grado de Doctor en Ciencias por el Instituto de Física de la Universidad Autónoma de San Luis Potosí, por su trabajo sobre el Efecto del entorno local en el magnetismo de sistemas de baja dimensionalidad utilizando el modelo de Hubbard y métodos de bosones esclavos en 1991, bajo la tutela del Dr. Jesús Dorantes Dávila.
De 1997 a 1999 realizó un posdoctorado en el Instituto de Investigación en Materiales de la UNAM en donde se especializó en el estudio de propiedades magnéticas de materiales cerámicos y boracitas. Hizo un segundo posdoctorado de dos años en el Laboratorio de Kamerlingh Onnes de la Universidad de Leiden, Holanda. Los temas de investigación en los que trabajó en esta ocasión fueron los siguientes: 1) magnetorsistencia en intermetálicos half-Heusler y 2) magnetoresistencia en plomuros de níquel.
En el año 2001 fue repatriado por el Dr. Humberto Terrones Maldonado y se incorporó al Departamento de Materiales Avanzado (DMA) en el Instituto Potosino de Investigación Científica y Tecnológica. Actualmente realiza investigaciones en Nanociencias y Nanotecnología en el IPICYT, siendo sus principales líneas de investigación la síntesis, caracterización y estudio de propiedades físicas de nuevos materiales magnéticos nanoestructurados. Ha impartido diversos cursos como profesor del posgrado en Nanociencias y Materiales' del IPICYT.

## Contribuciones
Entre las contribuciones realizadas en el campo de la nanociencia y la nanotecnología, resalta su participación en la caracterización de las propiedades magnéticas de monocristales de nanoalambres de Fe-Co atrapados al interior de nanotubos de carbono, el análisis de las propiedades magnéticas de nanoestructuras de Fe y de carbono, el estudio de la interrelación entre efectos magnéto-ópticos en plasmones de estructuras en capa de Ag/Co/Ag, y las transiciones magnéticas múltiples en compuestos intermetálicos de Er2Ni2Pb.

## Premios y distinciones
Desde 1993 a la fecha ha sido parte del Sistema Nacional de Investigadores del Consejo Nacional de Ciencia y Tecnología (CONACYT) de México, siendo responsable de varios proyectos de investigación financiados tanto por CONACYT como por la Fuerza Aérea de los Estados Unidos y el Consejo Superior de Investigación Científica de España, en temas tales como producción y caracterización de nanoestructuras con morfologías controladas, preparación catalítica de nanotubos de carbono, desarrollo de materiales ferromagnéticos y preparación de nanocápsulas magnéticas metálicas en nanotubos de carbono.
Entre el año 2001 y 2009 formó parte del Grupo de Investigación en Nanociencia y Nanotecnología, encabezado por los doctores Humberto Terrones Maldonado y Mauricio Terrones Maldonado e integrado también por otros investigadores mexicanos de renombre académico, que llegó a ubicarse en ese periodo de tiempo como uno de los 10 grupos de investigación en el área más productivos a nivel mundial.